# Dominteni, Drochia
Dominteni este un sat și comună din raionul Drochia, Republica Moldova. Din componența comunei fac parte localitățile Dominteni, Văleni și Mihăileni, așezat în valea Cuboltei, între satele Petreni și Gribova (Nădușita). Localitatea se află la distanța de 21 km de orașul Drochia și la 166 km de Chișinău. Satul Dominteni a fost menționat documentar în anul 1617.

## Demografie

### Structura etnică
Structura etnică a satului conform recensământului populației din 2004:
| Grup etnic         | Populație | % Procentaj |
| ------------------ | --------- | ----------- |
| Moldoveni / Români | 1.376     | 98,14%      |
| Ucraineni          | 12        | 0,86%       |
| Ruși               | 7         | 0,5%        |
| Țigani             | 5         | 0,36%       |
| Alții              | 2         | 0,14%       |
| Total              | 1.402     | 100%        |

## Administrație și politică
Componența Consiliului local Dominteni (9 consilieri), ales la 5 noiembrie 2023, este următoarea:
|  | Partid                                       | Consilieri | Componență | Componență | Componență | Componență |
|  | -------------------------------------------- | ---------- | ---------- | ---------- | ---------- | ---------- |
|  | Partidul Acțiune și Solidaritate             | 4          |            |            |            |            |
|  | Partidul Social Democrat European            | 3          |            |            |            |            |
|  | Partidul Socialiștilor din Republica Moldova | 2          |            |            |            |            |